# Teodora Gundura
Teodora Gundura (gr. Θεοδώρα Γκουντούρα; ur. 14 marca 1997 w Atenach) – grecka szablistka, dwukrotna medalistka mistrzostw świata.
W 2013 roku zdobyła srebro w indywidualnej rywalizacji kadetek na mistrzostwach świata juniorów w Poreču. Srebrny medal indywidualnie zdobyła również na mistrzostwach świata juniorów w Płowdiwie w 2017 roku.
Podczas mistrzostw świata w Budapeszcie w 2019 roku wywalczyła brązowy medal w turnieju indywidualnym. Wyprzedziły ją jedynie Ukrainka Olha Charłan i Rosjanka Sofja Wielika. Wynik ten powtórzyła na rozgrywanych cztery lata później mistrzostwach świata w Mediolanie. Tym razem lepsze były Japonka Misaki Emura i inna Greczynka - Despina Jeorjadu. Była też między innymi piąta na mistrzostwach świata w Kairze w 2022 roku.
Wystartowała na igrzyskach olimpijskich w Tokio, gdzie w zawodach indywidualnych zajęła 21. miejsce. 
Ponadto wywalczyła brązowy medal indywidualnie na mistrzostwach Europy w Płowdiwie (2023) i igrzyskach europejskich w Krakowie (2023).